# Вормсбехер, Эдуард Валентинович
Эдуард Валентинович Вормсбехер (7 октября 1962 года) — советский и российский игрок в хоккей с мячом, вратарь «Сибсельмаша».

## Карьера
Воспитанник новосибирского спорта. Занимался футболом и хоккеем с мячом в спортивной школе «Заря». Тренерами были Александр Ковтун, Виктор Антоневич и Юрий Петрищев. В 1984 году провёл 8 игр в составе футбольной команды из Новосибирска — «Чкаловец».
С 1984 концентрируется на хоккее с мячом. Защищал ворота «Сибсельмаша». В 1986 году помогает команде выиграть путёвку в высшую лигу. После одного сезона команда вылетела в первую лигу. Но в 1988 году снова выигрывает турнир в первой лиге и получает право играть в сильнейшем дивизионе. Эдуард защищал ворота сибиряков в годы их триумфа. Завершил карьеру в 2000 году.

## Достижения
- Чемпион России 1994-95
- Серебряный призёр чемпионата России 1993-94, 1995-96, 1996-97
- Финалист Кубка России 1993-94, 1995-96.
- Финалист Кубка европейских чемпионов 1995